# Gastrochilus simplicilabius
Gastrochilus simplicilabius är en orkidéart som beskrevs av Leonid Vladimirovitj Averjanov. Gastrochilus simplicilabius ingår i släktet Gastrochilus och familjen orkidéer.
Artens utbredningsområde är Vietnam. Inga underarter finns listade i Catalogue of Life.